# 滬江小學
滬江小學（英語：Shanghai Alumni Primary School）是一所香港的小學，於1987年成立，是滬江大學校友為紀念校慶而成立的小學，現任校長是樂凱欣女士。
該校推崇「興趣為本」教學，並重視STEM教育，以求課程貼近生活，使學生的學習興趣更為濃厚。該校於2016年度開始「一人一樂器」計劃，而所有在該校就讀的學生都會學習鐵片琴。

## 校政管理
歷任校監
- 林貝聿嘉 女士[3]

歷任校長
- 馮貽端 先生
- 黃敏兒 女士[3]
- 鍾振文 先生
- 樂凱欣 女士

## 办學宗旨
本校的辦學宗旨是秉承滬江大學「提供全人教育」的辦學精神，以「信、義、勤、愛」為校訓，致力培養學生德、智、體、群、美五育均衡的發展，發揮他們的潛能，鍛鍊學生自學、自律、自尊、自信、自立、自強、承擔責任和獨立思考的能力。
本校實踐全日學制教育的理想，為學生提供優良學習環境，希望引導學生從群體生活中，學習辨別是非、判斷善惡、彼此尊重和互相接納等待人處事的態度，從而建立正確的價值觀及積極的人生觀。
基於以上的期望，本校無論在組織及管理方面， 本著中國人傳統的仁厚精神，彼此尊重、諒解、合作，致力於達成辦學的使命。

## 校訓
- 信——信實待人，事事謙沖自處
- 義——義理存心，時時反觀自省
- 勤——勤儉進取，日日努力不懈
- 愛——愛人如己，常常感恩回饋

## 校歌
詞：(改篇自)滬江大學校歌
曲：America the Beautiful
我來我校，時曰滬江，共高歌樂讚揚。
讚揚之聲，遍於四方，我愛母校，培植棟樑，
維我母校，桃李芬芳，中西文化之光，
信義勤愛，校訓無忘，增榮名仰滬江。

## 學校歷史

### 1986年
滬江大學香港同學會為紀念母校八十周年校慶，倡議興辦小學，首先將同學會註冊為非牟利團體，並向教育署申請辦學。

### 1987年
獲教育署批准，校舍座落於港島東區康山山巔，並邀得李曹秀群博士及阮維揚先生為創校名譽校董，校董會由校監林貝聿嘉教授領導，龔甲龍先生、楊王德平女士、黃佐時先生及顧鴻源先生協助正式成立。
經辦學團體滬江大學香港同學會商議後，為紀念母校培育之恩，將學校命名為滬江小學，以信義勤愛為經、德智體群美為緯，作為辦學方針，並以發揮兒童的潛質，以培育守信義、知勤愛的社會下一代為學校的宗旨，沿用昔日滬江大學的校徽和校歌。
一九八七年滬江小學的校舍落成，在同年的九月一日正式開課。

### 2000年
完成新翼擴工程，學校進一步發展多元智能課程，優化學校的各學習領域的課程和設備。

### 2008年
成立法團校董會，成員包括辦學團體校董，專業獨立人士、教師校董、家長校董和校友校董，領導學校發展。

## 著名/傑出校友
- 湛嘉文（1989年）：前香港羽毛球代表隊成員[4]
- 黃又南（1995年）：香港男藝人[5]
- 溫卓妍（1998年）：香港音樂劇女演員
- 祝慧勤（2000年）：英華女學校校長[6]
- 郭曉妍（2016年）：香港女子組合 Lolly Talk 成員[7]
- 李元元

## 外部連結
- 滬江小學 （页面存档备份，存于）